# Désignation chaînée
En génie logiciel, une désignation chaînée ou chaînage de méthodes (fluent pattern) consiste à agir en une seule instruction sur plusieurs méthodes du même objet, dans un but de plus grande lisibilité.
L'idée principale est qu'au lieu de qualifier chaque méthode par le nom de l'objet correspondant, ce qui conduisait à une lourdeur de style, ce nom d'objet reste par défaut actif dans toute l'instruction en cours. L'économie de verbosité est du même ordre (bien que sur des principes différents) que celle que permettait l'expression with en langage Pascal et en Visual Basic.
Le contexte est :
- défini par la valeur de retour de la méthode appelée
- transmis à la méthode suivante
- terminé par le retour d'un contexte vide.

Le code est ainsi à la fois plus concis et plus clair.

## Exemples

### C++
Le mécanisme des entrées-sortie caractères de C++ par << et >> permet le chaînage de méthodes :
```
std
::
cout
 
<<
 
"Hello world!"
 
<<
 
std
::
endl

```

### PHP
Voici un exemple en PHP :
```
<?php

	
class
 
car
 
{

		
private
 
$speed
;

		
private
 
$color
;

		
private
 
$doors
;

 	 
		
public
 
function
 
setSpeed
(
$speed
){

			
$this
->
speed
 
=
 
$speed
;

			
return
 
$this
;

		
}

 	 
		
public
 
function
 
setColor
(
$color
)
 
{

			
$this
->
color
 
=
 
$color
;

			
return
 
$this
;

		
}

 	 
		
public
 
function
 
setDoors
(
$doors
)
 
{

			
$this
->
doors
 
=
 
$doors
;

			
return
 
$this
;

		
}

	
}

  
	
// Exemple avec chaînage de méthodes 

	
$myCar
 
=
 
new
 
car
();

	
$myCar
->
setSpeed
(
100
)
->
setColor
(
'blue'
)
->
setDoors
(
5
);

	
	
// Exemple sans chaînage de méthodes

	
$myCar2
 
=
 
new
 
car
();

	
$myCar2
->
setSpeed
(
100
);

	
$myCar2
->
setColor
(
'blue'
);

	
$myCar2
->
setDoors
(
5
);

?>

```

### Java
```
public
 
class
 
Car
 
{

    
private
 
int
 
speed
;

    
private
 
String
 
color
;

    
private
 
int
 
doors
;

    

    
/* Constructeur */

    

    
public
 
Car
 
setSpeed
(
int
 
speed
)
c
 
{

        
this
.
speed
 
=
 
speed
;

        
return
 
this
;

    
}

    

    
public
 
Car
 
setColor
(
String
 
color
)
 
{

        
this
.
color
 
=
 
color
;

        
return
 
this
;

    
}

    

    
public
 
Car
 
setDoors
(
int
 
doors
)
 
{

        
this
.
doors
 
=
 
doors
;

        
return
 
this
;

    
}

}

```

#### Exemple sans le chainage des méthodes
```
Car
 
car
 
=
 
new
 
Car
()

car
.
setSpeed
(
100
);

car
.
setColor
(
"blue"
);

car
.
setDoors
(
5
);

```

#### Exemple avec le chainage des méthodes
```
Car
 
car
 
=
 
new
 
Car
();

car
.
setSpeed
(
100
).
setColor
(
blue
).
setDoors
(
5
);

```